# Johannes Brenz
Johannes Brenz (Weil der Stadt, 24 de Junho de 1499 — Estugarda, 11 de Setembro de 1570) foi erudito bíblico, teólogo e reformador alemão. Sob a influência de Lutero, reorganizou a igreja em Schwäbisch Hall, na Suábia, porém, durante a Guerra de Esmalcalda, em 1546, foi obrigado a fugir de Vurtemberga. Foi nomeado Ministro da Igreja Colegiada de Estugarda, em 1553, onde se acredita ter sido o primeiro expoente da reforma nessa cidade. Colocou-se ao lado de Lutero em sua disputa com Zuínglio. Ensinava que o corpo do Senhor está em toda parte, por isso, seus seguidores eram denominados ubiquitarianos.
Estudou na Universidade de Hedelberga onde Johannes Oekolampadius foi seu professor, tendo também se tornado amigo de Martin Bucer.  Em 1522, tornou-se pastor da Igreja de São Miguel, em Schwäbisch Hall, aos 23 anos de idade, onde permaneceu durante 26 anos, pregando a reforma. Em 1528, ele publicou uma série de 134 sermões sobre o "Evangelho segundo São João", e em 1534, publicou 122 sermões sobre os "Atos dos Apóstolos". Em 1528, publicou seu próprio "Catecismo", um ano antes do catecismo de Lutero.
Em 1529, foi convidado para o "Colóquio de Marburgo", onde ganhou a admiração de Ulrico de Vurtemberga (1487-1550), que escolheu Brenz para a liderança da reforma de seu principado. Em 1538, Schwäbisch Hall começou a fazer parte da Liga de Esmalcalda, e após a sua derrota, Carlos V entrou na cidade em 16 de dezembro de 1546, tomando posse de todas as cartas, documentos e sermões escritos por Brenz, o qual, apesar do frio, teve de fugir, retornando somente em 4 de janeiro de 1547.

## Obras
- Syngramma Suevicum (1525), nesta obra ele ataca a teologia eucarística de Zwingli e de seu antigo professor Oecolampadius.
- In divi Joannis Evangelion Exegesis - 1527
- In Prophetam Amos, Iohanis Brentij Expositio ... - 1533
- Türcken Buch - 1537
- Der Euange - 1539
- Joh. Brentii In Leviticum librum Mosi commentarius - 1542
- Argumenta et Sanctae Scripturae summa librorum Veteris et Novi Testamenti - 1544
- Explicatio epistolae Pauli ad Galatas. -Halae Suevorum, Petrus Frentius - 1547
- Explicatio Epistolae Pauli ad Philippenses - 1548
- Katechismus - 1553
- Enarrationes evangeliorum dominicalium - 1553
- Pericopae evangeliorum ... - 1558
- Bericht Ioannis Brentii von dem Büchlein D. Henrici Bullingeri, des Tittels ... - 1561
- Anecdota Brentiana: ungedruckte Briefe und Bedenken - 1868